# Peterspenge
Peterspenge (Denarius Sancti Petri; da. 'romskud' eller 'rumpeskud'; no. 'romaskat'; fr. 'romescot';) er navnet på en afgift til pavestolen, der i middelalderen betaltes af England, Danmark, Sverige, Norge, Polen og Preussen.
I England synes den at være indført af kong Ina af Wessex (ca. 725), der skal have tilstået paven en årlig gave af riget på 300 guldmønter. Pengene skulle bruges til den skole, som englænderne havde oprettet i Rom og til vedligeholdelse af Sankt Peters og Sankt Pauls kirker. Gaven blev bekræftet af senere konger og blev til en fast skat, der betaltes med en penning af hver husstand hvert år den 29. juni.
I 13. århundrede oversteg den kongens indtægter af landet. Edvard III forsøgte forgæves at få den ophævet (1365), og dette lykkedes først Henrik VIII (1533). Knud den Store havde givet faste regler for peterspenge i England og har sandsynligvis også indført den i Danmark. Det indkomne skulle formodentlig anvendes dels til hans danske skole i Rom, dels til pavestolen; senere gik alt til pavens kasse.
Pengene skulle indsamles af sognepræsterne, der indsendte dem til bisperne, hvorfra de gik videre til Rom. Afgiften var som i England en penning pr. husstand. Af denne faste afgift søgte paverne at slutte, at Danmark ligesom England var i lensforhold til pavestolen, men det blev aldrig godkendt fra dansk side. I 12. århundrede indførtes peterspenge også i Norge og Sverige, og her indbragte den lige til middelalderens slutning betydelige beløb.
Listerne over den fra 14. århundrede giver vigtige statistiske oplysninger. I Danmark derimod indbetaltes den efter 1300 sparsomt og uregelmæssigt og kun fra stiftet Lund. Pave Johan XXII søgte at få den indkrævet regelmæssigere, men med ringe resultat, og efter 1332 betaltes den ikke mere i Danmark.

## Afgiften i nyere tid
Peterspenge er i vore dage navn på en frivillig afgift, der ydes pavestolen fra de katolske lande. Den betaltes første gang i Wien 1860 for at give paven erstatning for hans tab ved kongeriget Italiens oprettelse, og den indkom med et så stort beløb, at Pius IX ikke alene kunne afslå de 3½ mill. lire, som den italienske regering tilbød ham 1870, men også i udenlandske banker deponere store beløb, der efter hans død tilfaldt pavestolen.

### Fodnoter
1. ↑  Hal Koch: Den danske kirkes historie, bind 1, side 110. Her kaldes peterspenge for "Romskud". En afgift allerede Knud den Store skulle have indvilliget i at betale, og som pave Alexander II (1061-73) i et pavebrev indskærpede Danmark at betale.
2. ↑  Zahrtmann, M. K. (1934). Borringholms Historie (PDF). Vol. 1. Rønne: Colbergs Eftf. Bogtrykkeri. s. 215.